# 赵永吉 (政治人物)
赵永吉（1945年—2023年5月27日），男，汉族，河北抚宁人，中华人民共和国政治人物，曾任中共吉林省委常委、政法委书记，吉林省公安厅厅长，中华人民共和国公安部副部长，副总警监，第十届全国政协委员。